# Église Sant'Eligio Maggiore

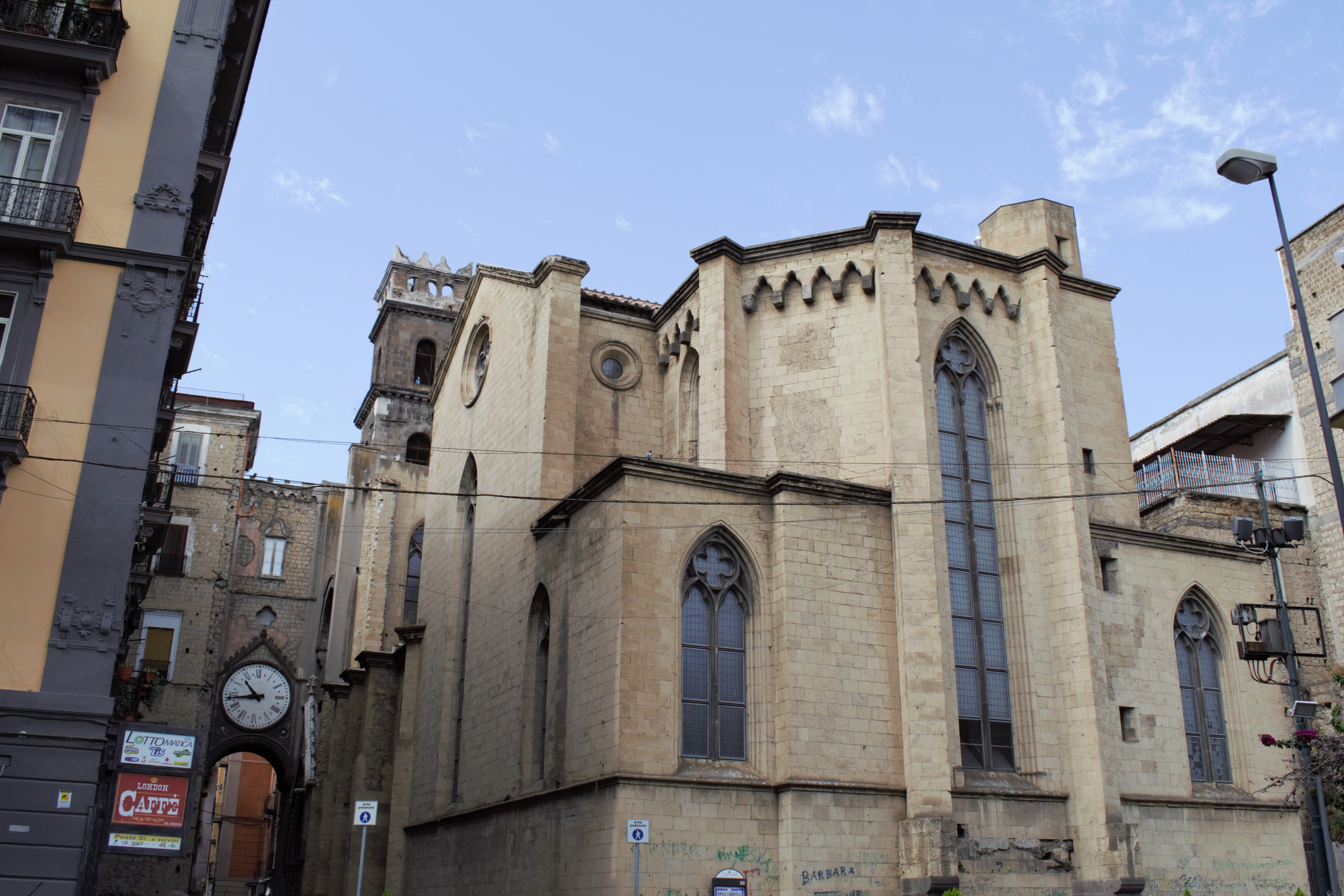
Vue de l'église donnant place du Marché.

L'église Sant'Eligio Maggiore est une église du centre historique de Naples édifiée à l'époque angevine.

## Histoire
L'église gothique remonte à 1270, c'est donc la plus ancienne de l'époque angevine à Naples. Elle est bâtie dans le Campo Moricino, non loin du lieu où fut décapité le dernier des Hohenstaufen, Conradin de Souabe, quelques années auparavant, par trois chevaliers français à la solde du roi de Naples, Charles Ier d'Anjou. L'église est dédiée à saint Éloi avec pour patrons secondaires saint Denis et saint Martin.
L'église est flanquée d'un hospice et l'ensemble jouit de privilèges royaux sous Jeanne Ire d'Anjou, Jeanne Il d'Anjou et Alphonse Ier d'Aragon. Dans la première moitié du XVIe siècle, le vice-roi Pierre de Tolède[Passage contradictoire] fonde un établissement d'enseignement féminin chargé de former le personnel soignant féminin de l'hôpital, sous le nom de conservatorio per le vergini. L'hôpital est restauré entre 1770 et 1780 par Bartolomeo Vecchione (it) et Ignazio di Nardo. Ce sont les auteurs de la façade néo-classique donnant sur la place du Marché (piazza del Mercato).
L'église, endommagée par les bombardements américains de 1943, a été restaurée à la fin du XXe siècle et a retrouvé sa splendeur gothique.

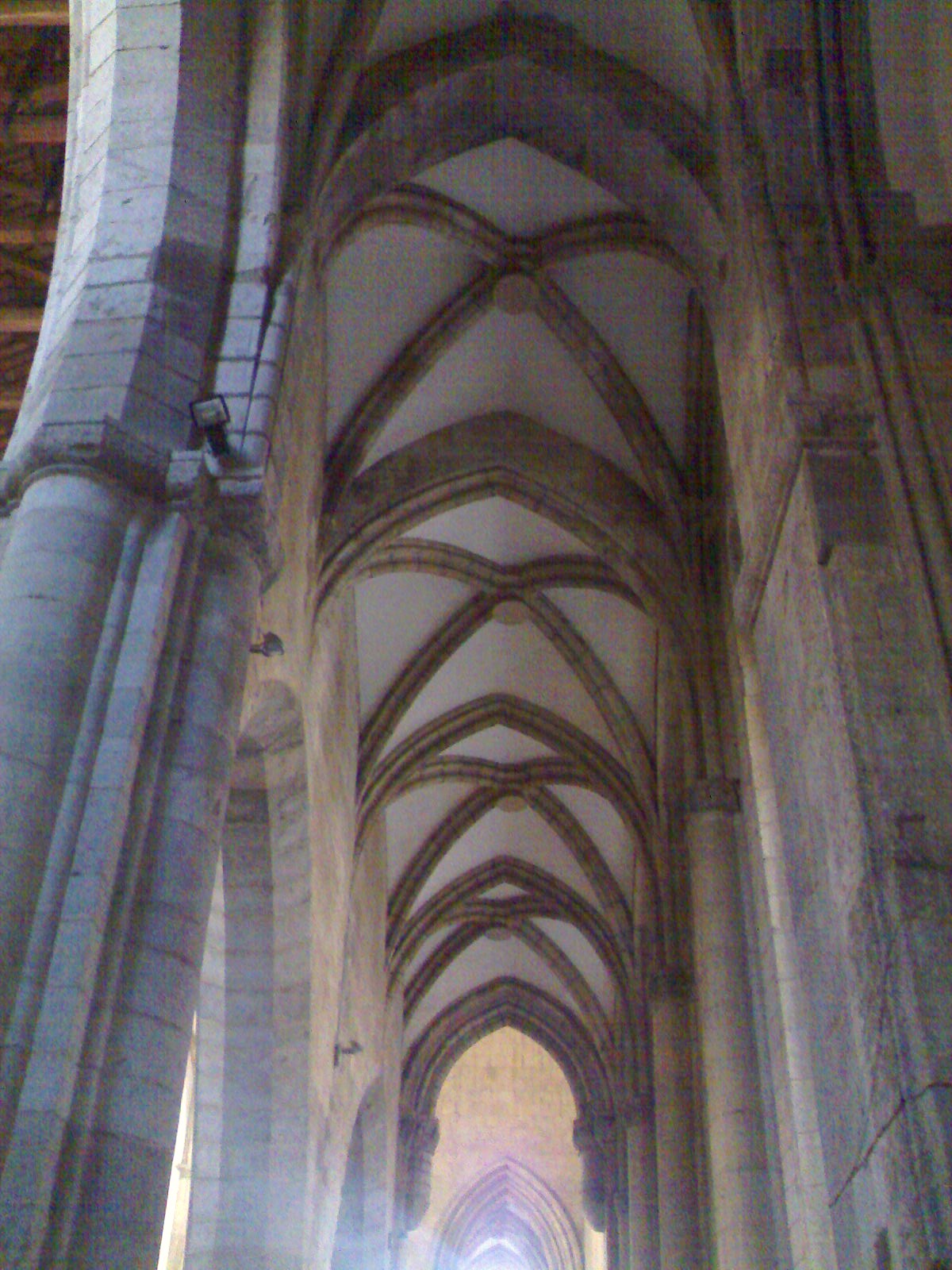
Détail des voûtes
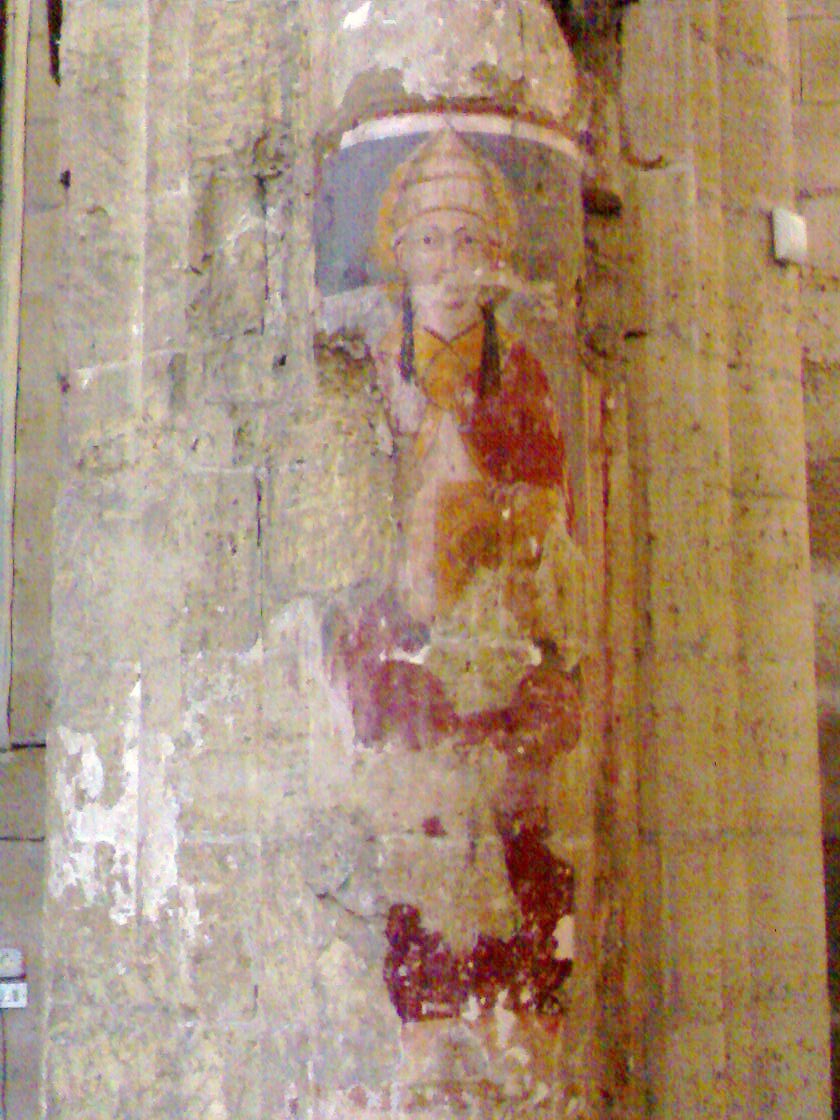
Détail d'une fresque
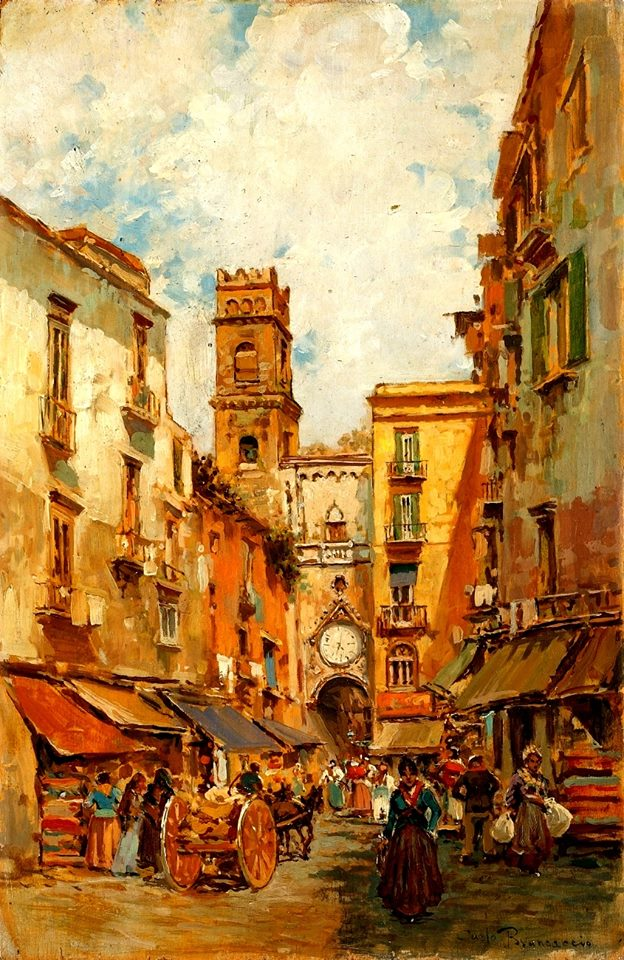
Carlo Brancaccio, L'église Saint-Éloi, XIXe siècle

## Description

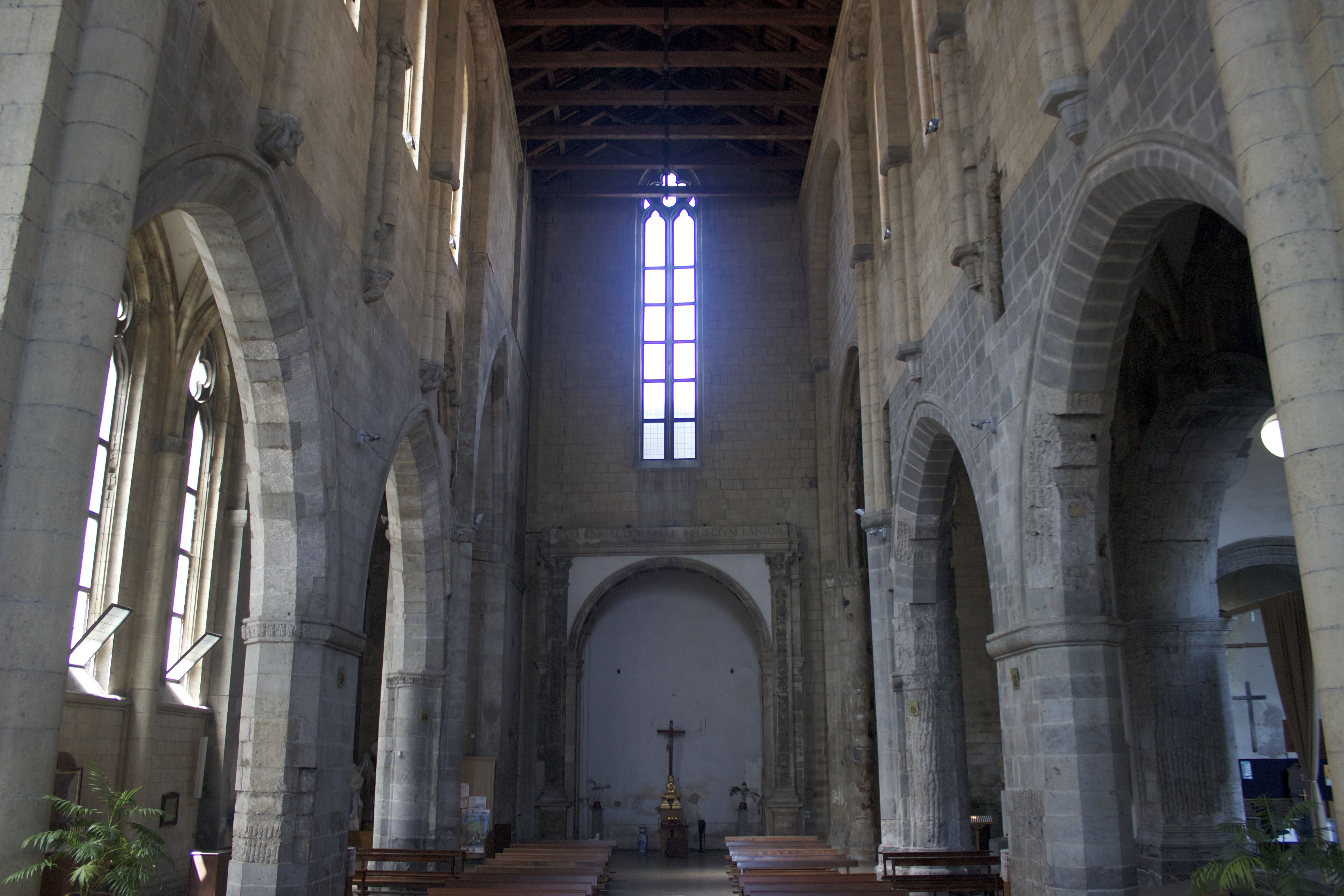
Vue de l'intérieur.

Le portail du côté droit de l'église, de style gothique français, est devenu l'entrée principale, après que celui de la façade eut perdu sa fonction à la suite de diverses restructurations. 
L'intérieur élégant et austère a désormais retrouvé sa pureté gothique. Les murs sont de tuf jaune avec des strates de piperno gris.
Parmi les œuvres d'art conservées, l'on peut distinguer un tableau de Massimo Stanzione représentant Saint Éloi, saint Denis et saint Martin, une peinture de Cornelius Smet représentant Le Jugement dernier et une toile de Francesco Solimena dans la chapelle Saint-Maur.
L'ancien conservatorio possède un tableau figurant Notre-Dame de la Miséricorde à la face entaillée, tableau dont l'entaille sur le visage de la Vierge aurait miraculeusement perdu du sang.

## Restaurations
La première restauration d'importance a lieu au XVe siècle, lorsque le plafond est refait par Nicola di Tommaso da Squillace selon les dessins de Giuliano da Maiano.
L'orgue datant de 1505 est l'œuvre de Giovanni Francesco Donadio et de Giovanni Mattia. La chapelle Saint-Ange est bâtie en 1531 et présente des peintures de Giovan Paolo de Lupo et de Giovanni Antonio Endece,
En 1836, l'architecte Orazio Angelini transforme le plafond du XVe siècle. L'ensemble souffre du bombardement américain du 4 mars 1943. Les restaurations qui interviennent des décennies plus tard libèrent l'intérieur de l'accumulation de stucs au cours des siècles.

## L'arc de Saint-Éloi

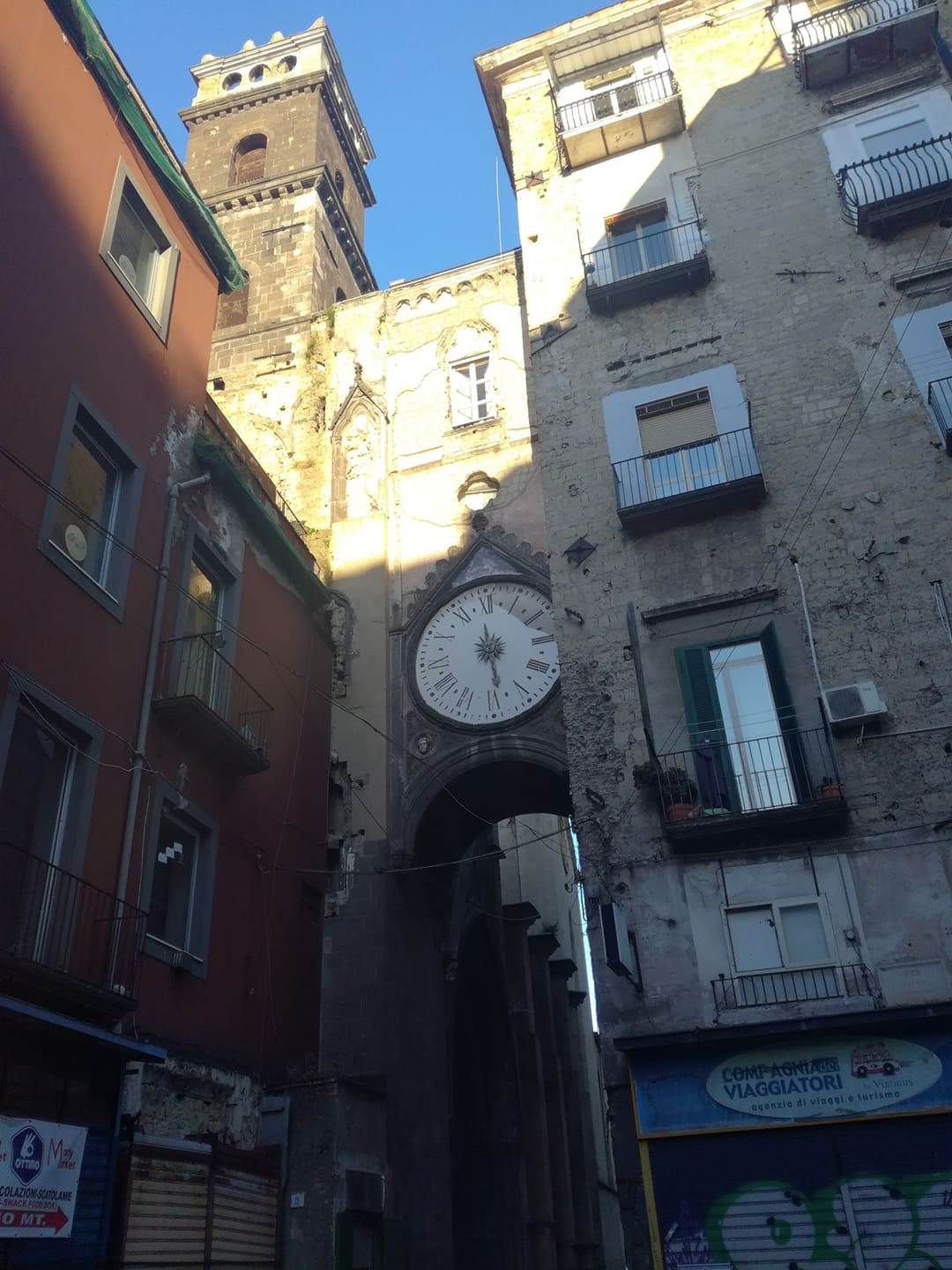
L'arc de Saint-Éloi.

L'arc de Saint-Éloi du XVe siècle relie le clocher à un édifice voisin sur deux étages. Le premier présente une horloge dont le dessous de la corniche montre deux têtes sculptées; l'une est celle d'une jeune fille du nom d'Irène Malarbi et l'autre, celle du duc Antonello Caracciolo, protagonistes d'une légende du XVIe siècle narrée par Benedetto Croce. Le duc sans scrupules fit enfermer le père de la jeune fille dont il était amoureux, et en échange de sa libération lui imposa de lui accorder la main de sa fille. Le père fut effectivement libéré, mais la famille demanda justice auprès de la princesse Isabelle et le fiancé fut condamné à la décapitation.

## Source de la traduction
- (it) Cet article est partiellement ou en totalité issu de l’article de Wikipédia en italien intitulé « Chiesa di Sant'Eligio Maggiore » (voir la liste des auteurs).